# Prisma (konstnärsgrupp)
Prisma var en finländsk konstnärsgrupp verksam 1956–1963. Den företrädde ett modernt måleri med abstrakt och konkret konst som inslag. Med sin internationella anknytning bröt gruppen med det rådande nationella stilidealet och landskapsmåleriet.
Gruppen bildades i januari 1956 hos Märta och Yngve Bäck. Samma år ställde gruppen ut i Helsingfors konsthall. Förutom fortsatta utställningar i Finland ställde Prismagruppen även ut i Stockholm och Göteborg 1958, samt i Paris och Berlin. Gruppens medlemmar var Yngve Bäck, Gösta Diehl, Ragnar Ekelund, Torger Enckell, Unto Pusa, Sigrid Schauman och Sam Vanni.